# Roca de Kiseliov
La roca de Kiseliov (del ruso: Скалá Киселёва) es un monumento natural situado en la orilla del mar Negro del raión de Tuapsé del krai de Krasnodar de Rusia. Es un acantilado remarcable por sus paredes lisas verticales que alcanzan 46 metros de altura y una anchura de 60 m. Se halla 4 km al noroeste de Tuapsé, entre el cabo Kadosh y la desembocadura del río Agói.

## Parque ForestalKadosh
La roca de Kiseliov junto con el acantilado Myshínye nory (700 m al norte) forma parte del parque forestal protegido Kadosh, de 300 ha. La roca ocupa 1 ha del parque. Sobre la ladera del acantilado arraigaron pinos de Crimea. Se han hallado 30 especies de árboles y arbustos y 7 de lianas.

## Historia
La roca recibió el nombre del pintor Aleksandr Aleksándrovich Kiseliov, que dedicó los cuadros Las rocas de Kadosh, el Alrededores de Tuapsé y Descenso al mar a esta curiosidad natural. El pintor visitó por primera vez Tuapsé en 1886, y por última en 1910, un año antes de su muerte. En el cabo Kadosh se encontraba su dacha — una de la veintena de dachas que se hallaban en este lugar antes de 1917. En Tuapsé se halla la casa-museo de Kiseliov, filial del museo de etnografía territorial de Tuapsé.

## Turismo
El acantilado es un popular lugar para las excursiones y el turismo que atrae a los habitantes de Tuapsé y numerosos turistas. 

## Cine
La roca aparece en una escena de la película El Brazo de Brillantes de Leonid Gaidái en la que aparecen Yuri Nikulin y Andréi Mirónov.

## Galería

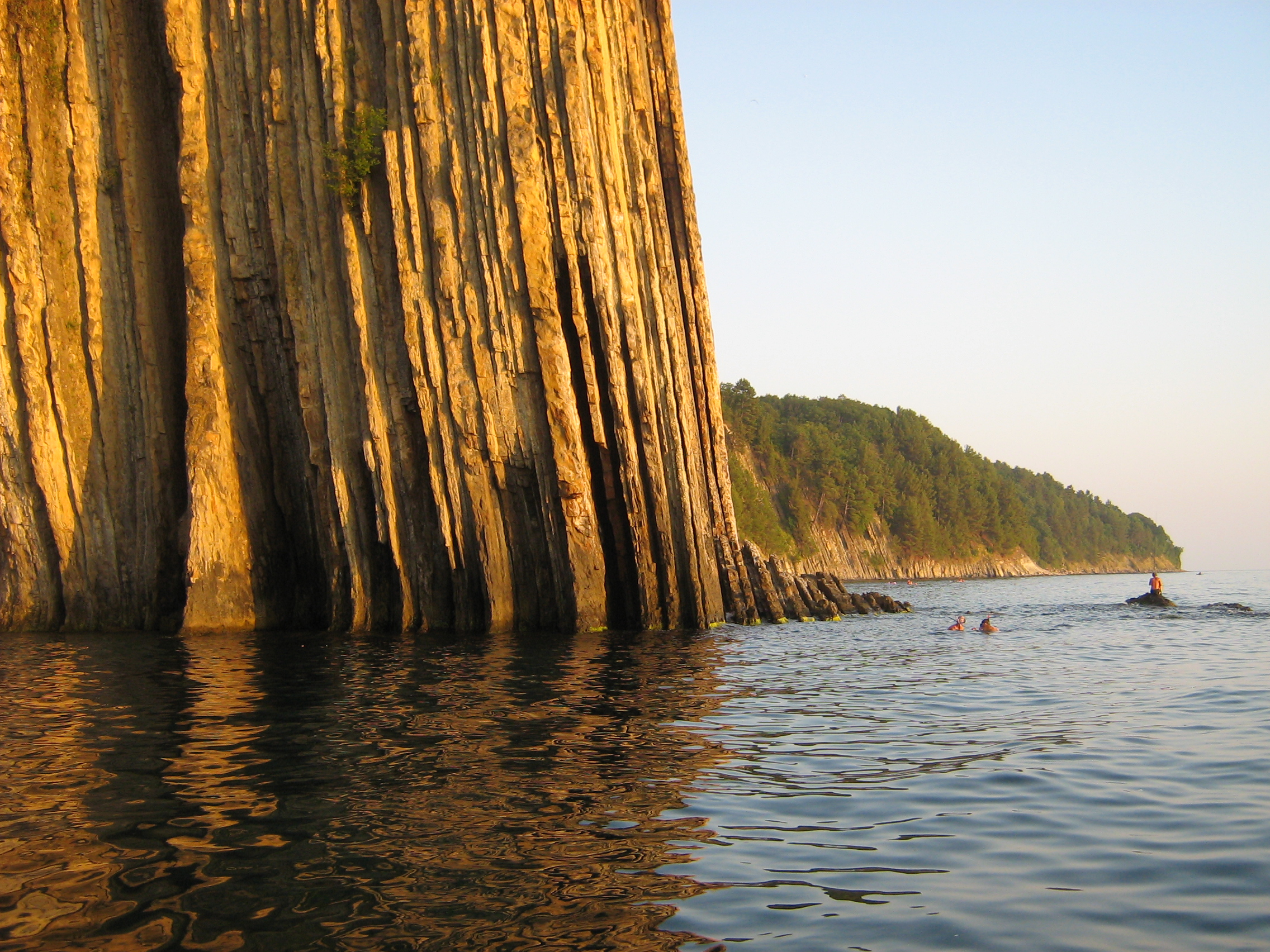
Roca desde el noroeste.
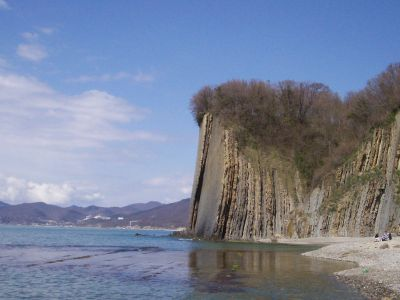
La roca desde el sudeste.
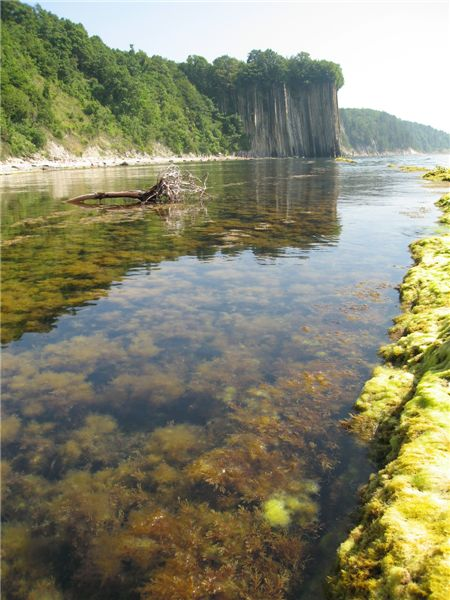
Otra imagen desde el noroeste.